# Masfjorden
Masfjorden là một đô thị ở hạt Hordaland, Na Uy.
Masfjorden đã được tách ra từ Lindås ngày 1 tháng 1 năm 1879.
Đô thị này nằm quanh fjord Masfjorden hầu như chia đô thị hoàn toàn ở phía bắc và phía nam. Một phà cáp nối hai khu vực này. Đây là phà dây duy nhất ở Na Uy chở ô tô.
Trung tâm dân số chính nằm ở Nordbygda ở phía bắc. Hội đồng địa phương lại nằm ở phía nam.
Dạng tiếng Na Uy Cổ của tên gọi là Matrsfjörðr. Huy hiệu được áp dụng năm 1990.